# 金城わか菜
金城 わか菜（きんじょう わかな、1983年6月10日 - ）は、沖縄テレビ放送（OTV）のアナウンサー。身長168cm。沖縄市在住。

## 来歴
- 沖縄県沖縄市生まれ。沖縄市立山内中学校、沖縄県立球陽高校（国際英語科）、法政大学社会学部卒業。
- 大学卒業後、コロムビアミュージックエンタテインメントで2年間、純邦楽部門の営業を担当[1]。
- 2008年にOTV入社。その年の12月から、地上デジタル放送推進大使職を平良いずみより引き継いだ。

## エピソード・人物
- 小学校2年の頃から空手を10年間続け、初段の実力。
- 末っ子であり兄弟構成は姉、兄。
- 『海猿』の映画番宣特番で、飛び込み時恐怖を感じ飛び込めなかったが、後日飛びこめるようになった。
- 高校の卒業パーティーでミス球陽に選ばれた。
- 出産のため長期休暇に入ることを2017年2月14日放送のみんなのニュース おきCOREエンディングで発表。

## 出演番組

### 現在
- OTV Live News it!（月 - 水）

### 過去
- OTVスーパーニュース
- FNSの日26〜27時間テレビ・沖縄テレビ中継
- めざましテレビ - 2011年6月13日『めざましライフエイドキャラバン』中継
- くらしと経済 - ナビゲーター（2008年10月 - 2014年12月）
- 金7（2016年4月15日 - 2017年3月31日）
- みんなのニュース おきCORE（2015年3月30日 - 2018年4月1日）
- FNN OTVニュース
- OTVプライムニュース（月・火）